# Eolozaur
Eolozaur (Aeolosaurus) – rodzaj zauropoda z grupy tytanozaurów (Titanosauria); jego nazwa znaczy „jaszczur Eola”, „wietrzny jaszczur”.
Żył w późnej kredzie (kampan-mastrycht) na terenach współczesnej Ameryki Południowej. Jego szczątki znaleziono w Argentynie.
Gatunkiem typowym jest Aeolosaurus rionegrinus, nazwany w 1987 roku przez Powella (początkowo nazwał go w swojej dysertacji doktorskiej, jednak tak utworzona nazwa jest nomen nudum), oraz A. colhuehapensis, opisany w 2007 roku przez Casala i współpracowników. Trzeci opisany gatunek, nazwany w 2011 przez Santucciego i de Arrudę-Camposa A. maximus (znany ze skamieniałości odkrytych w Brazylii), został później przeniesiony do odrębnego rodzaju Arrudatitan.
Aeolosaurus należy do kladu Aeolosaurini, do którego według analizy przeprowadzonej przez Santucciego i Arrudę-Camposa należą również rodzaje Gondwanatitan, będący taksonem siostrzanym dla Aeolosaurus, Panamericansaurus, Rinconsaurus i Maxakalisaurus.
Czworonożny, roślinożerny, na grzbiecie miał płytki kostne, które prawdopodobnie chroniły go przed atakiem drapieżników.